# Flavia
För andra betydelser, se Flavia (olika betydelser).

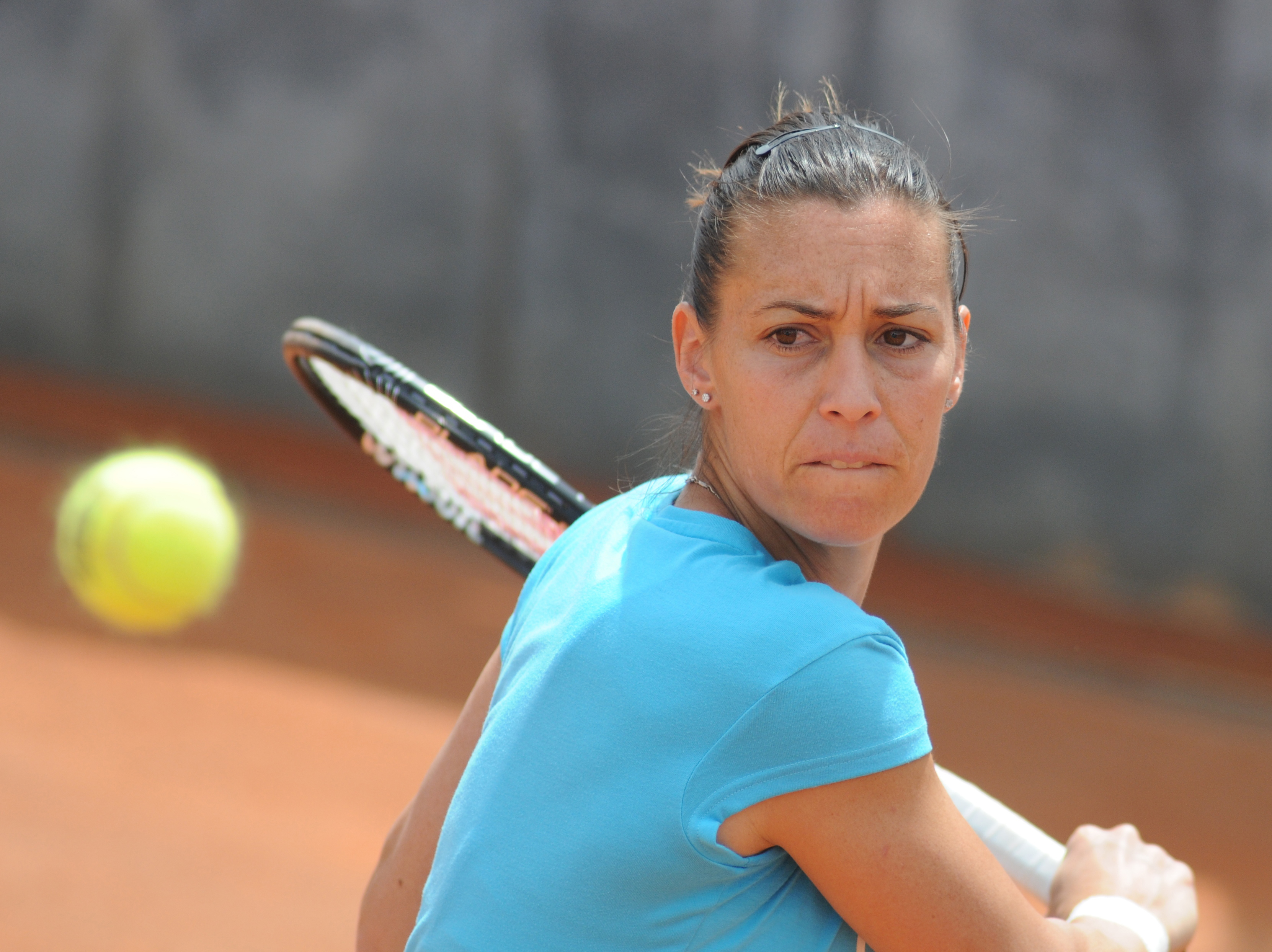
Flavia Pennetta, 2014.

Flavia är ett latinskt namn som är bildat av ordet flavus som betyder blond, ljus. Den maskulina formen är Flavius.
Den 31 december 2014 fanns det totalt 107 kvinnor folkbokförda i Sverige med namnet Flavia, varav 74 bar det som tilltalsnamn.
Namnsdag: saknas

## Personer med namnet Flavia
- Flavia Julia Constantia, romersk kejsarinna, gift med kejsar Licinius
- Flavia Pennetta, italiensk tennisspelare
- Flavia Titiana, romersk kejsarinna, gift med kejsar Publius Helvius Pertinax